# Out Cold
Out Cold è un film del 2001 diretto da Brendan Malloy e Emmett Malloy, in arte The Malloys, registi di video musicali al loro primo lungometraggio.
Il film è una commedia su un gruppo di snowboarder dell'Alaska, che si presenta come una sorta di parodia dei film comici anni ottanta ambientati sulle piste da sci.

## Trama
Il film ha come protagonisti quattro amici snowboarder: Rick (Jason London), Luke (Zach Galifianakis), Anthony (Johnny Keese) e Pig Pen (Derek Hamilton) che vivono nella città di Bull Mountain in Alaska, dove trascorrono il tempo spensieratamente tra feste e ragazze. Quando il fondatore città Papa Muntz muore, suo figlio Ted (Willie Garson) decide di vendere la montagna all'imprenditore John Major (Lee Majors) che vorrebbe trasformare la località in un resort a la page per sciatori. Toccherà a Luke, Pig Pen, Anthony, Jenny (interpretata da A.J. Cook), Rick e gli altri mantenere Bull Mountain libera dagli yuppie. Una volta resesi conto che l'acquisto del padre John cambierà drasticamente la città, le belle figlie di Major, Inga (Victoria Silvstedt) e Anna (Caroline Dhavernas) ribellatesi al padre, aiuteranno gli snowboarder a sabotare il piano del resort con risultati umoristici.